# Драгомиров, Абрам Михайлович
Абра́м Миха́йлович Драгоми́ров (21 апреля 1868, Черниговская губерния, Российская империя — 9 декабря 1955, Ганьи под Парижем, Франция) — русский генерал от кавалерии. Участник Первой мировой войны и Гражданской войны на стороне Белого движения, поддерживал РОА и состоял в резерве во время Второй мировой войны.

## Биография

### Образование и военная служба
Сын генерала от инфантерии Михаила Ивановича Драгомирова и жены его Софьи Абрамовны Григорович (1845—1912).
По окончании Пажеского корпуса в 1887 году был выпущен подпоручиком в лейб-гвардии Семёновский полк. 7 августа 1891 года произведён в поручики. В 1893 году окончил Николаевскую академию Генерального штаба по 1-му разряду, с малой серебряной медалью. 20 мая 1893 года за отличие произведён в штабс-капитаны гвардии, с переименованием в капитаны Генерального штаба. Дальнейшую службу проходил в Кавказском военном округе, сначала с ноября 1893 года, в должности старшего адъютанта штаба 2-й Кавказской казачьей дивизии, затем с августа 1895 года — обер-офицер для особых поручений при командующем войсками Кавказского ВО. Для изучения технической стороны кавалерийской службы был прикомандирован к Офицерской кавалерийской школе с октября 1895 по август 1896 года. Цензовое командование эскадроном отбывал с ноября 1896 года по ноябрь 1897 года в 44-м драгунском Нижегородском полку, затем занимал ряд штабных должностей. 6 декабря 1898 года произведён в подполковники, 6 декабря 1902 года — в полковники. С декабря 1902 года по февраль 1903 года — начальник штаба 7-й кавалерийской дивизии, затем назначен начальником штаба 10-й кавалерийской дивизии. С мая по август 1912 года — начальник штаба Ковенской крепости, 21 мая 1912 года был произведён в генерал-майоры «за отличие».

### Первая мировая война

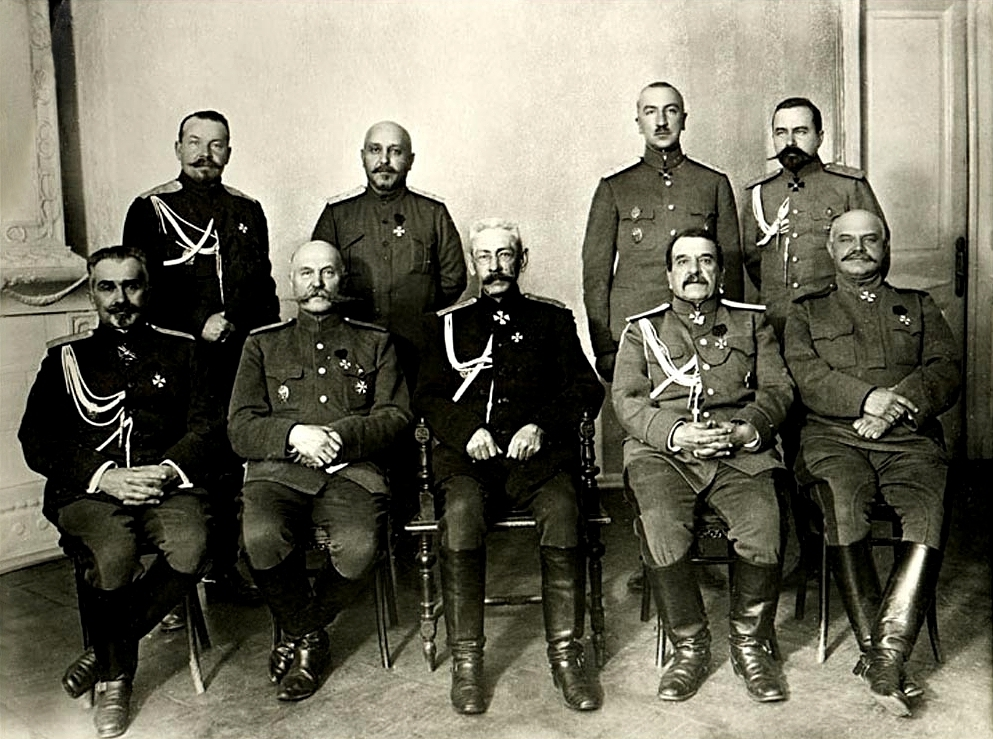
Генералы русской армии.
Сидят: Ю. Н. Данилов, А. И. Литвинов, Н. В. Рузский, Р. Д. Радко-Дмитриев, А. М. Драгомиров Стоят: В. Г. Болдырев, И. З. Одишелидзе, В. В. Беляев, Е. К. Миллер Фото, ок. 1917

С 27 ноября 1912 года в должности начальника 2-й отдельной кавалерийской бригады, с которой вступил в Первую мировую войну. 16 августа 1914 года произведён в генерал-лейтенанты. С 12 декабря 1914 года — начальник 16-й кавалерийской дивизии, которая была развёрнута на базе 2-й отдельной кавалерийской бригады. С 6 апреля 1915 года, назначен командиром 9-го армейского корпуса, входившего в состав 3-й армии. Весной 1915 года, во время прорыва (Горлицкий прорыв) германскими войсками генерала А. фон Макензена позиций 3-й армии на участке Горлице-Тарнов и последовавшей за этим катастрофы, пытался организовать сопротивление наступающим войскам противника. Против его корпуса, развернутого по Дунайцу, противник сосредоточил 4-ю австро-венгерскую армию эрцгерцога Иосифа-Фердинанда (9-й, 14-й австро-венгерские и 22-й резервный германские корпуса). 19 апреля (2 мая) его позиции были атакованы превосходящими силами противника. Несмотря на это, Драгомиров отразил атаку 4-й австро-венгерской армии и продолжал удерживать позиции на Дунайце. Однако из-за общей катастрофы, постигшей армию, генерал Р. Д. Радко-Дмитриев 24 апреля (6 мая) отдал приказ об отходе за Сан. В ходе этих боев корпус Драгомирова понес огромные потери. В ходе Лобчевского сражения 19-21 мая (1-3 июня) на долю корпуса пришёлся наибольший успех, именно части Драгомирова взяли большую часть из 7 тыс. пленных и 6 орудий. Затем некоторое время командовал конным корпусом в составе 7-й армии генерала Щербачева во время неудачного прорыва на Стрыпе.
С 14 августа 1916 года — командующий 5-й армией Северного фронта. В августе 1916 года произведён в генералы от кавалерии. По плану кампании 1917 года на армию Драгомирова, усиленную до 14 дивизий, возлагалось нанесение главного удара фронта — от Двинска на Свенцяны. С 29 апреля 1917 года назначен на должность главнокомандующего армиями Северного фронта. После совещания, прошедшего 4 мая 1917 года в Зимнем дворце, где генерал Драгомиров резко высказался по поводу Декларации прав военнослужащих, был 1 июня 1917 года освобождён от должности, после чего находился в распоряжении Военного министра. В конце 1917 года уехал на Дон.

### Деятель Белого движения

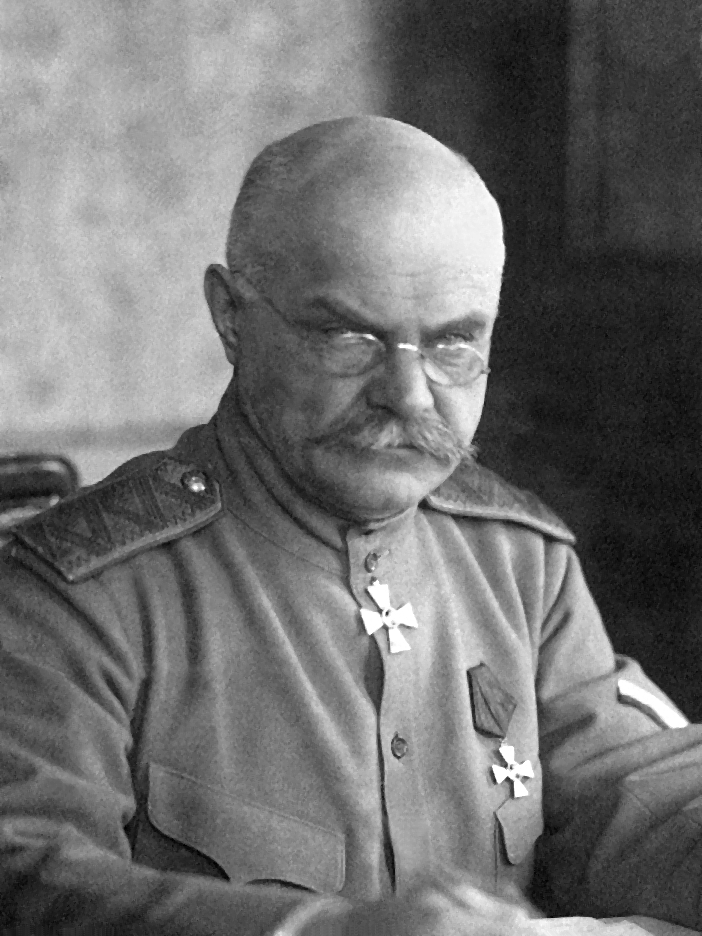
Генерал Драгомиров в Белом движении

В Белом движении занимал пост 2-го заместителя председателя Особого совещания и помощника Верховного руководителя Добровольческой армии, затем в период с октября 1918 года по сентябрь 1919 года — в должности председателя Особого совещания. Летом 1919 года вёл в Париже переговоры с правительствами адмирала Колчака и стран Антанты о помощи Югу России. С сентября по декабрь 1919 года — командующий войсками Киевской области. Со 2 января 1920 года, состоял в распоряжении главнокомандующего ВСЮР. В марте 1920 года был председателем Военного совета, собранного по приказу Верховного главнокомандующего ВСЮР генерала Деникина А. И. для избрания его преемника. 4 сентября 1920 года был назначен председателем Комитета ордена Святителя Николая Чудотворца. В 1920—1924 гг. — генерал для поручений при главнокомандующем Русской армии генерал-лейтенанте бароне Врангеле.

### В эмиграции
После поражения белых армий эвакуировался из Севастополя в Константинополь, откуда затем переехал в Сербию, а в 1931 году во Францию. Принимал активное участие в деятельности РОВС, в 1924—1939 гг. — генерал для поручений при председателе РОВС, с июня 1931 по август 1934 — председатель районного правления Общества офицеров Генштаба 1-го отдела РОВС. В 1934 году переехал в Сербию, а затем в Австрию. Во время 2-й мировой войны выступал в поддержку движения генерала Власова А. А. и в начале 1945 года был назначен в резерв чинов при штабе Русской освободительной армии. Умер в Ганьи под Парижем. Похоронен на кладбище Сент-Женьев-де-Буа.

## Награды
- Орден Святого Станислава 3-й степени (1896)
- Орден Святой Анны 3-й степени (1897)
- Орден Святого Станислава 2-й степени (1901)
- Орден Святой Анны 2-й степени (1905)
- Орден Святого Владимира 4-й степени (1908)
- Орден Святого Владимира 3-й степени (1913)
- Орден Святого Георгия 4-й степени (1914)
- Орден Святого Георгия 3-й степени (1915)